# Alagoas (paquebot)
Pour l’article homonyme, voir Alagoas.
L'Alagoas  est un navire de type paquebot construit en Angleterre en 1884 et exploité par la Companhia Brasileira de Navegação a Vapor (plus tard Lloyd Brasileiro) pendant une brève période jusqu'à ce qu'il soit temporairement incorporé à la marine brésilienne pour emmener la famille impériale en exil en Europe. Le 17 novembre 1889, il quitte Rio de Janeiro, sous le commandement du capitaine au long cours José Maria Peixoto, convoyé par le cuirassé Riachuelo, commandé par le capitaine-lieutenant Alexandrino Faria de Alencar. Il parvient à Lisbonne le 7 décembre suivant. 

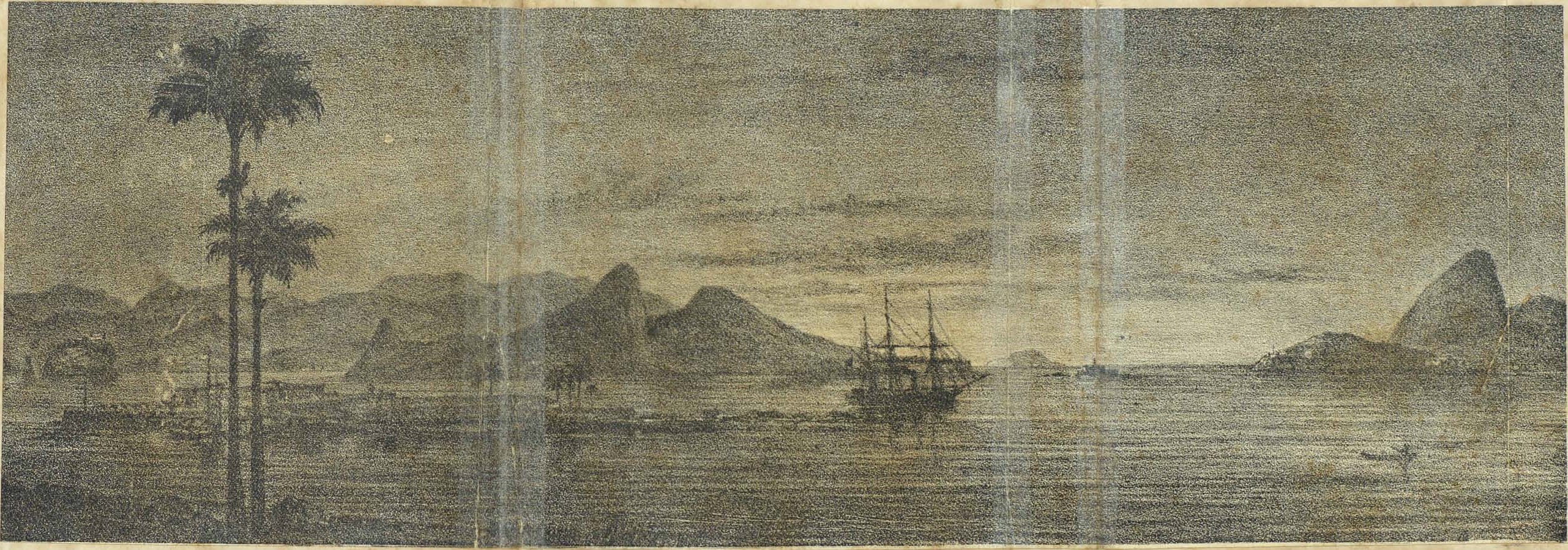
La famille impériale brésilienne part en exil le 17 novembre 1889 à bord du paquebot Alagoas.

Pendant la révolte de l'Armada (1893-1894), le navire est utilisé du côté des rebelles sous le commandement du 1er lieutenant José Augusto Vinhais. Il sert de caserne pour l'école des apprentis-marins sur Ilha do Governador. En 1922, sa coque est utilisée comme cible d'entraînement pour les cuirassés Minas Geraes et São Paulo. En raison de son mauvais état de conservation et n'ayant même pas été touché par les tirs, il coule peu après, le 22 février.